# Moby Dream
La Moby Dream era una nave traghetto passeggeri, appartenuta con questo nome alla compagnia di navigazione italiana Nav.Ar.Ma dal 1986 al 1994.

## Caratteristiche
Al varo la nave era lunga 110,8 metri e larga 18 e poteva trasportare 1170 passeggeri e 210 automobili. Era spinta da due propulsori MAN Diesel 16 cilindri, che erogavano una potenza complessiva di 12891 kW, permettendole di raggiungere una velocità massima di 23,5 nodi. Non fu mai sottoposta a interventi radicali di ristrutturazione, mantenendo pressoché inalterate le proprie caratteristiche nei 34 anni di servizio.

## Servizio

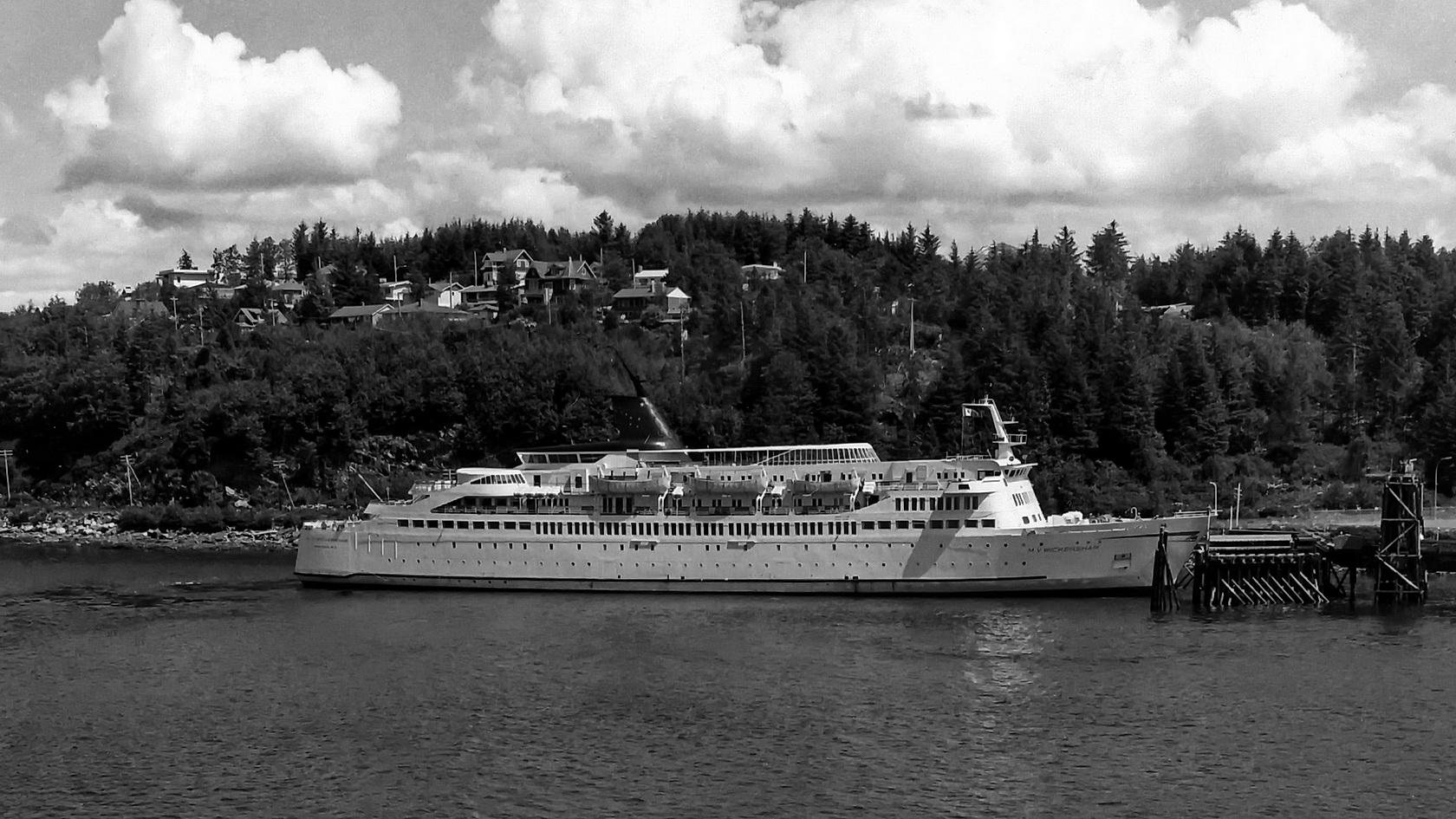
Wickersham negli anni 1970.

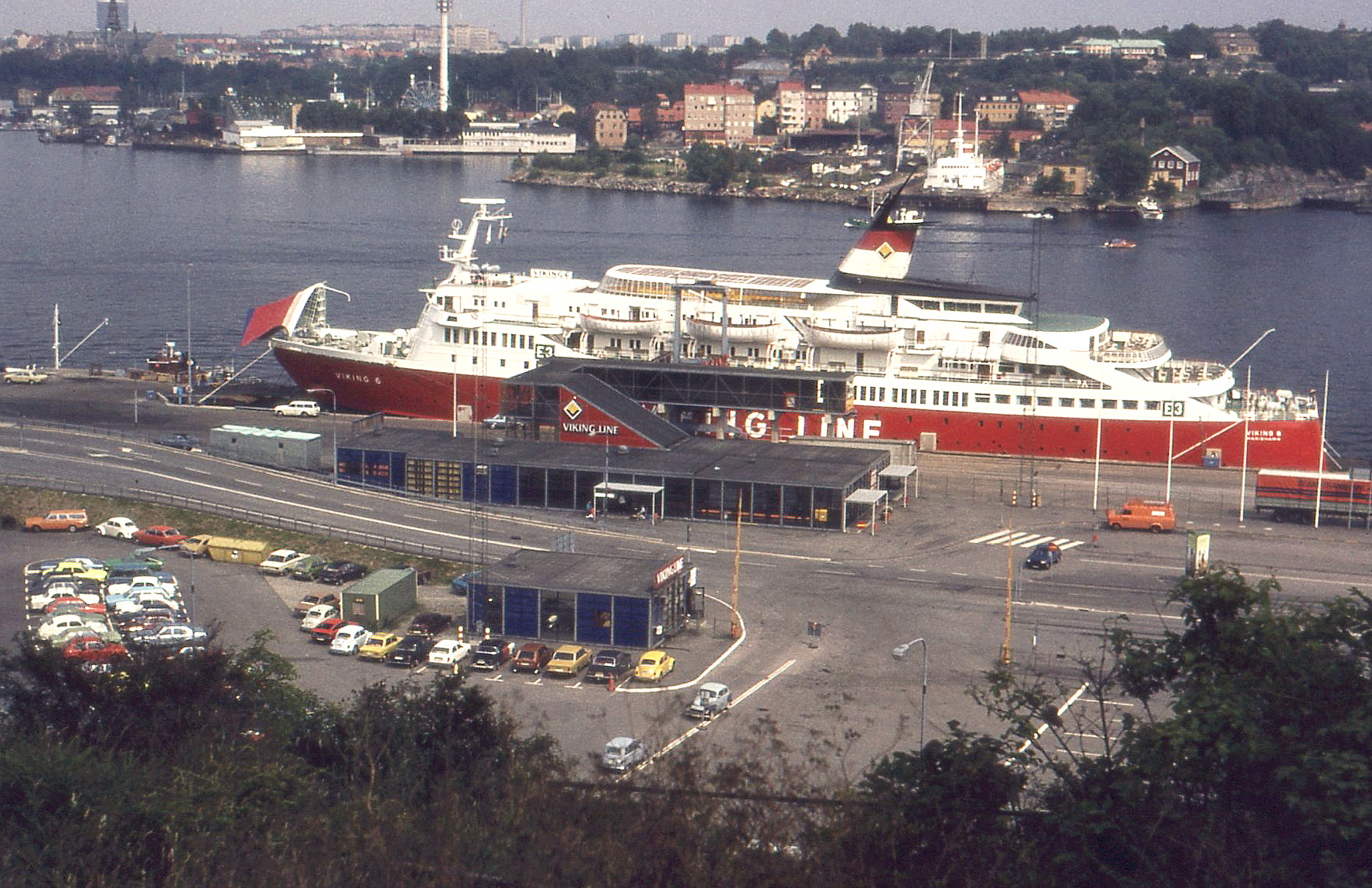
Viking 6 in servizio per Viking Line a Stoccolma nel 1978.

Varata il 25 novembre 1966 con il nome di Stena Britannica, la nave entrò in servizio il 20 dicembre dell'anno successivo tra Göteborg e Frederikshavn per conto della Stena Line. Il servizio con Stena durò, tuttavia, appena pochi mesi, perché già ad aprile 1968 il traghetto fu venduto all'Alaska Marine Highway, compagnia di navigazione dello Stato dell'Alaska. Rinominata Wickersham, la nave fu poi immessa nei collegamenti tra Alaska e Canada fino al giugno 1974, quando fu venduta alla Rederi Ab Sally. Partita per l'Europa il 14 giugno con il nome di Viking 6 per il consorzio Viking Line, un mese più tardi fu introdotta sulla linea Stoccolma - Helsinki.
Nei primi mesi del 1980 la nave passò a collegare Kapellskär con Mariehamn e Nådendal. Dopo un breve ritorno in servizio tra le capitali di Svezia e Finlandia a maggio, a giugno la nave fu noleggiata alla Brittany Ferries per due anni, prendendo il nome di Goelo e venendo immessa sui collegamenti tra Saint-Malo e Portsmouth. Terminato il noleggio ad aprile 1982, la nave riprese il nome di Viking 6. A maggio il traghetto fu impiegato dalla Rederi Ab Sally sulla rotta Ramsgate - Dunkerque, venendo poi noleggiato per sei mesi alla North Sea Ferries, che la utilizzò per collegare Rotterdam e Hull. Seguì un brevissimo noleggio tra fine novembre e inizio dicembre alla danese Juelsminde - Kalundborg Linie, che la impiegò nei collegamenti tra gli omonimi porti, al termine del quale la nave fu venduta alla Sol Lines e rinominata Sol Olympia.
Nell'aprile 1983 la Sol Olympia entrò in servizio su una lunga linea che dal Pireo giungeva ad Haifa, con scali a Rodi e Limassol, collegamento occasionalmente prolungato fino a Venezia. Nel febbraio 1985 la nave fu rinominata Sun Express. Un mese più tardi il traghetto fu noleggiato alla Rederi Ab Sally, che a partire dal 1º aprile lo mise in servizio tra Ramsgate e Dunkerque. Nel giugno 1985 la nave riprese il nome di Viking 6; il 25 aprile 1986 terminò il servizio, venendo posta in disarmo a Dunkerque.
Nel giugno 1986 fu trovato un accordo di noleggio con la compagnia italiana Ferry Lines, che nei piani avrebbe dovuto fare concorrenza alla compagnia statale Tirrenia di Navigazione. Tuttavia, l'idea non si concretizzò e a novembre 1986 la nave fu venduta alla Nav.Ar.Ma. di Achille Onorato, prendendo il nome di Moby Dream e venendo immessa nei collegamenti La Spezia - Bastia e Porto Santo Stefano - Bastia.
Nel 1994 la nave passò alla Sardegna Lines, compagnia di proprietà di Onorato e della Regione Sardegna, prendendo il nome di Sardegna Bella e collegando Livorno e Olbia.
Nel 1998 la Sardegna Bella subì un grave guasto ai motori. Rimase in disarmo a Livorno fino al 2001, anno in cui venne venduta per la demolizione ai cantieri turchi di Aliağa.

## Navi gemelle
- A Regina (ex Stena Germanica)